# Rouperroux
Rouperroux é uma comuna francesa na região administrativa da Normandia, no departamento Orne. Estende-se por uma área de 9,71 km². Em 2010 a comuna tinha 197 habitantes (densidade: 20,3 hab./km²).